# Thomas Paine

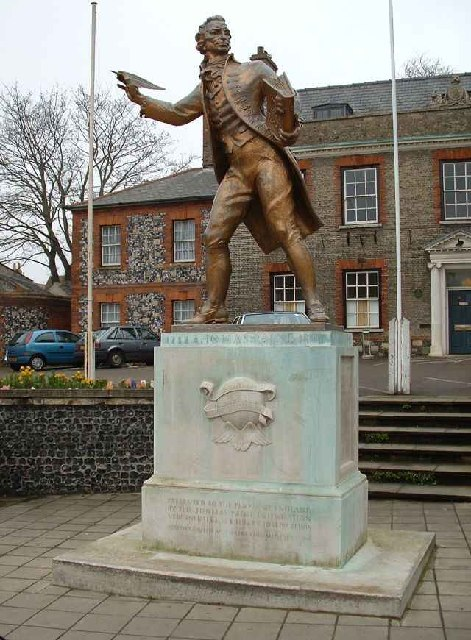
Standbeeld van Thomas Paine in zijn geboorteplaats Thetford.

Thomas Paine (Thetford, 29 januari 1737 — New York, 8 juni 1809) was een Engels-Amerikaans filosoof, vrijdenker en politiek schrijver met revolutionaire zienswijzen over staatsinrichting, burgerrechten en religie. Zijn werken speelden een belangrijke rol in zowel de Amerikaanse als de Franse Revolutie en hij is een van de belangrijkste denkers van het liberalisme. Hij is onder meer bekend als de auteur van het geruchtmakend en veelgelezen politiek pamflet Common Sense dat hij schreef om de belangen van de Engelse kolonialisten in Noord-Amerika te verdedigen tegen die van de Britse koloniale macht. Hij vond dat ze niet alleen ten strijde moesten trekken tegen mercantilistische wetgeving en im- en exportbelastingen, maar onafhankelijkheid moesten eisen. De meeste historici zien hem als belangrijke gids op de weg naar Amerikaanse onafhankelijkheid en geven zijn teksten een belangrijke rol bij het opstellen van de Amerikaanse onafhankelijkheidsverklaring. In de ruime definitie van Founding Fathers van de Verenigde Staten wordt Paine daartoe gerekend.
Paine kwam uit eenvoudige verhoudingen, zijn vader was korsettenmaker en hing het Quaker protestantisme aan. In zijn jonge jaren beoefende hij het beroep van korsettenmaker en douanebeambte uit. Na ontslag dreef hij een winkel, maar ging failliet. Hij woonde enige jaren in Londen waar hij zich door eigen onderwijs in de filosofie en het politiek denken bekwaamde. Hij raakte betrokken in de politiek en ontmoette in 1774 de Brits- Amerikaanse uitgever, denker, schrijver en uitvinder Benjamin Franklin, die enkele Britse koloniën in Amerika in Londen vertegenwoordigde en in 1766 namens de kolonialisten een vurig betoog tegen de Britse Stamp Act had gehouden. Franklin was uitgever en hoofdredacteur van de grootste krant in Amerika, de Pennsylvania Gazette, en van de Pennsylvania Chronicle, die kritisch tegenover de politiek van het Britse Parlement en de Kroon stond. Franklin gaf Paine een aanbevelingsbrief waarmee hij in Amerika aan de slag kon gaan.

## Amerikaanse Revolutie
Paine speelde een belangrijke rol tijdens de Amerikaanse Revolutie. De Franse en Indiaanse Oorlog (1754-1763), die deel uitmaakte van de Zevenjarige oorlog, was het eindpunt van een hele reeks conflicten tussen Frankrijk en Groot-Brittannië over Indiaanse grondgebieden. De Franse nederlaag werd bekrachtigd in het Verdrag van Parijs in 1763. Engeland wilde vervolgens een deel van de oorlogskosten op de Amerikaanse koloniën afwentelen. Die wilden daaraan echter niet zomaar meewerken, temeer daar het Franse gevaar geweken was.
De volgende jaren werden gekenmerkt door tegenstellingen tussen de Britten en hun Amerikaanse koloniën. Echte onafhankelijkheid werd nog niet nagestreefd. Het twistpunt was van financiële en politieke aard, onder het motto: No taxation without representation (geen belasting zonder politieke vertegenwoordiging).
In 1774 emigreerde Paine op uitnodiging van Benjamin Franklin vanuit Londen naar Amerika. Daar werd hij staatsburger in Philadelphia en nam hij deel aan het politieke leven. In Paines Common Sense werd in 1776 een radicaal idee geformuleerd: onafhankelijkheid. Maar hoe? Nationale onafhankelijkheid mét een interne revolutie of enkel een losmaken van het moederland met behoud van de positie van de dominante klassen (en dus géén democratie)?
Voorts schreef Paine een reeks pamfletten onder de titel The American Crisis, om kolonialisten die in de revolutionaire oorlog vochten, te motivieren door te gaan. Ze werden op bevel van George Washington voorgelezen aan de manschappen. Paine was in staat in heldere, begrijpelijke bewoordingen ingewikkelde verhoudingen te duiden, zonder diplomatieke saus. Dat werd door een groot publiek gewaardeerd. De naam van de latere republiek, United States of America is aan deze pamflettenreeks ontleend.
Meerdere historici gaan ervan uit, dat teksten van Paine zijn gebruikt voor het concept van de tekst van de Amerikaanse Onafhankelijkheidsverklaring.

## Franse Revolutie

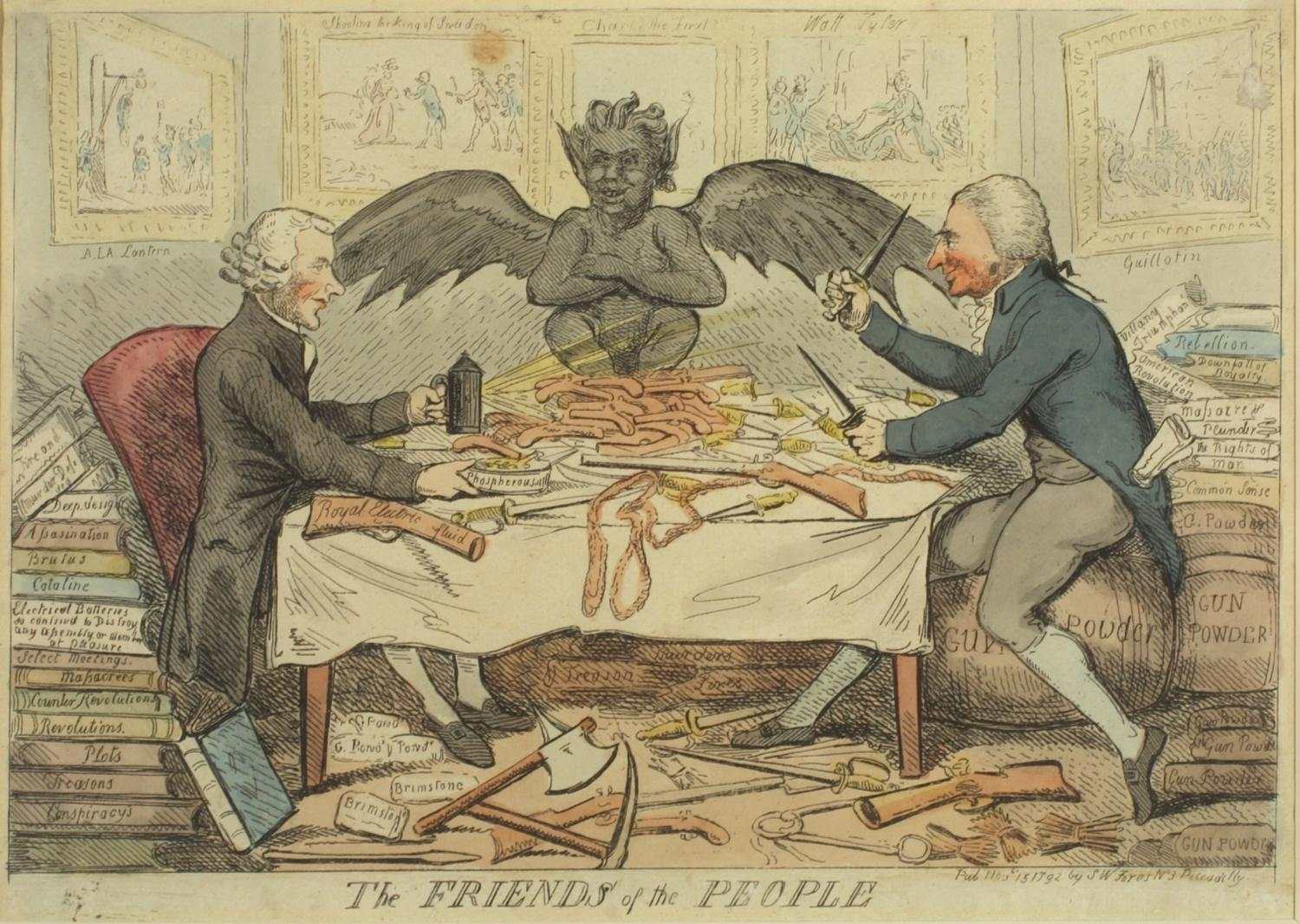
The Friends of the People. Karikatuur met Thomas Paine en Joseph Priestley d.d. 15 november 1792 van Isaac Cruikshank.

Terug in Engeland in 1787 stortte Paine zich op het verdedigen van de Franse Revolutie, o.a. tegen Edmund Burke. De Engelse regering wilde hem hierom laten arresteren, maar Paine wist net op tijd te ontkomen naar Frankrijk waar hij in de Nationale Conventie was gekozen. In Frankrijk richtte hij zich tegen de Terreur en in het bijzonder tegen de onthoofding van Lodewijk XVI. Hoewel hij geen royalist was, meer een girondijn, was hij Lodewijk dankbaar omdat hij de Amerikaanse revolutie had gesteund. Paine stelde voor de koning naar de Verenigde Staten te laten vertrekken. Bovendien vond Paine al het bloedvergieten niet nodig. Door deze opvattingen kwam hij eerst in conflict met Jean-Paul Marat en vervolgens met Robespierre, die hem liet arresteren.
Net voor hij in de gevangenis belandde, schreef hij The Age of Reason, een aanval tegen de georganiseerde religie. Hij verwierp de Bijbel, onder andere omdat hij veel van het bloedvergieten in de Bijbel niet moreel gerechtvaardigd vond. Paine nam een deïstisch standpunt in. Door een gelukkig toeval wist Paine aan de guillotine te ontkomen. Hij werd hierin geholpen door zijn medegevangene, de Bruggeling Joseph Van Huele.

## Latere leven
In 1796 publiceerde hij Agrarian Justice, waarin hij een systeem van sociale zekerheid voorstelde. Op uitnodiging van Thomas Jefferson keerde Paine in 1802 terug naar de V.S.
Zowel George Washington als Napoleon Bonaparte bewonderden hem, maar Paine mocht beide heren helemaal niet. Hij beschuldigde Washington ervan hem verraden te hebben omdat deze geen vinger had uitgestoken om Paine te helpen toen die in Frankrijk gevangen zat. Bovendien had Washington volgens hem de revolutie verloochend omdat hij de slavernij in stand had gehouden. Zijn laatste jaren sleet hij in eenzaamheid; velen zagen hem niet zitten vanwege zijn religieuze denkbeelden. Na zijn dood in 1809 kwamen er slechts negen mensen opdagen voor zijn begrafenis. Een paar jaar later liet William Cobbett zijn botten opgraven om in Engeland te herbegraven. Sindsdien is zijn stoffelijk overschot vermist, al zijn er meerdere mensen die beweren zijn schedel te bezitten.

## Belangrijkste werken
- In Common Sense (1776) stelde Paine dat gewone mensen (the commoners) de gelijke waren van de landadel (the landed aristocracy). Op die manier wakkerde hij mee de koloniale wraakgevoelens tegen de Britse monarchie aan. De enige basis voor politieke legitimiteit was volgens hem universele, actieve instemming; "taxation without representation" was onrechtvaardig. Het volk had ook steeds het recht om als geregeerde de banden met een onderdrukkende regeerder te verbreken. Vertaald als: Het gezond verstand[a] (1794); Gezond verstand = Common sense. Gericht tot de inwoners van Amerika. Amsterdam, Mastix Press (2014). Engelse en Nederlandse paralleltekst ISBN 978-90-818639-6-4.
- Brief aan 't Fransche volk[b] (1789).
- In Rights of Man (1791-1792) verdedigde hij de idealen van de Franse Revolutie, ervan uitgaand dat macht nooit mag geconcentreerd worden in één individu of klasse. Vertaald als: Rechten van den mensch, of de aanval van den heer Burke op de Fransche omwenteling beantwoord.[c] Te Rotterdam, en Amsterdam, bij J. Meyer, en H. Brongers, junior (1791); Rechten van den mensch, beginsels en practijk vereenigende. Tweede deel.[d] Te Rotterdam, en Amsterdam, bij J. Meyer, en H. Brongers, junior (1792); De rechten van de mens. Amsterdam, Wereldbibliotheek (2020) ISBN 978-90-284-5030-1.
- Burgerplicht leerende redevoeringen gericht aan het volk.[e] Duinkerken, Van Schelle en Comp (1793).
- The Age of Reason, being an investigation of true and fabulous theology (1794) is een van Paines minst begrepen werken. Hij pleitte hierin voor deïsme, verdedigde de rede en de vrije gedachte, en verzette zich tegen de geïnstitutionaliseerde religie in het algemeen en de christelijke leer in het bijzonder. Het was zijn bedoeling om een theorie te formuleren van sociale cohesie, waardoor een goed geordende maatschappij zou ontstaan, gebaseerd op een geloof in het goddelijke. Door echter deïsme voor te staan ging hij in tegen de gevestigde religies, die hij zelfs beschouwde als een middel tot slavernij. Volgens zijn deïsme was er geen reden om onderworpen te zijn aan priesters of aan de staat. Hiermee joeg hij de werkende bevolking tegen zich in het harnas terwijl hij hen eigenlijk wilde verdedigen. Vertaald als: De Eeuw der Rede, zijnde eene nasporing van ware en fabelachtige godgeleerdheid[f] (1798)
- Dissertation sur les premiers principes de gouvernement (1795). Vertaald als: Verhandeling over de eerste beginsels der regeering.[g] Te Leyden en Haarlem, Bij de Gebroeders Murray en A. Loosjes, Pz. (1795).
- De daaling en val van het systhema der Engelsche finantiën.[h] Amsterdam, Gartman, Vermandel en zoon, Holtrop en Wijnands (1796)
- In Agrarian Justice (1797) pleitte Thomas Paine voor een herverdeling van eigendom.
- Het liberale denken van Thomas Paine. Antwerpen, Houtekiet (2009). Bevat samenvattingen van: Gezond verstand; Rechten van de mens; Het tijdperk van de rede; Agrarische gerechtigheid ISBN 978-90-8924-089-7.

## Naslagwerken
- John Keane, Tom Paine: A Political Life, Londen, 1995. (meest recente biografie)
- Dirk Verhofstadt, Het liberale denken van Thomas Paine (Houtekiet, 2009)
- Christopher Hitchens, De rechten van de mens van Thomas Paine (Mets & Schilt, 2008)

- Bibsys: 90353247
- Biblioteca Nacional de Chile: 000145177
- Biblioteca Nacional de España: XX1057953
- Bibliothèque nationale de France: cb11918444q (data)
- Biografisch Portaal: 80660848
- Catàleg d'autoritats de noms i títols de Catalunya: 981058530540106706
- CiNii: DA00453184
- Gemeinsame Normdatei: 118591215
- International Standard Name Identifier: 0000 0001 0864 3658
- Library of Congress Control Number: n79021666
- Nationale Bibliotheek van Letland: 000009949
- MusicBrainz: 7ba63333-fd3c-48e1-8e35-d126f135e879
- National Archives and Records Administration: 10582088
- Bibliotheek van het Japanse parlement: 00452022
- Nationale Bibliotheek van Tsjechië: jn19990006333
- Nationale bibliotheek van Australië: 35406134
- Nationale Bibliotheek van Israël: 987007266093305171
- Nationale Bibliotheek van Polen: a0000001222115
- Nationale en Universitaire bibliotheek Zagreb: 000086219
- Nederlandse Thesaurus van Auteursnamen: 069043957
- Istituto Centrale per il Catalogo Unico: UBOV026503
- LIBRIS: 243115
- SNAC: w6cv4j00
- Système universitaire de documentation: 027056104
- Trove: 941414
- Virtual International Authority File: 4934659
- WorldCat: E39PBJghqfbwxrY69cXDjkkdQq